# Maria Lundqvist-Brömster
Ethel Maria Lundqvist-Brömster, född Lundqvist 21 juli 1956 i Umeå landsförsamling, är en svensk politiker (liberal).
År 2002 blev Lundqvist-Brömster landstingsråd i opposition och blev då heltidspolitiker. Dessförinnan hade hon politiska uppdrag i kommunen så som  ledamot i kommunstyrelsen, kommunfullmäktige och som ordförande i barn- och utbildningsnämnden. Hon var ordinarie riksdagsledamot 2006–2014, invald för Västerbottens läns valkrets.
I riksdagen var hon ledamot i socialutskottet 2012–2014 och OSSE-delegationen 2010–2014. Hon var även suppleant i civilutskottet, justitieutskottet, kulturutskottet, näringsutskottet, socialförsäkringsutskottet, socialutskottet och riksdagens valberedning. Hon hade uppdrag som revisor i Systembolaget AB 2014–2015.
Mandatperioden 2014–2018 var Lundqvist-Brömster ordinarie ledamot i kommunstyrelsen i Nordmalings kommun. Mandatperioden 2018–2022 hade hon istället uppdraget som ersättare till Liberalernas insynsplats i kommunstyrelsen. I december 2020 tog hon över rollen som gruppledare för Liberalerna i Region Västerbotten, detta efter att Carin Hasslow meddelat att hon lämnar uppdraget för att gå i pension.